# Wolframato de litio
El wolframato de litio, volframato de litio o tungstato de litio es un compuesto inorgánico, del grupo de las sales, que está constituido por aniones wolframato {\displaystyle {\ce {WO4^{2-}}}} y cationes litio (1+) {\displaystyle {\ce {Li+}}}, cuya fórmula química es {\displaystyle {\ce {Li2WO4}}}.

## Propiedades
El tungstato de litio se presenta en forma de polvo incoloro o blanco, y cristaliza en el sistema trigonal o romboédrico. Su punto de fusión es de 742 °C y su densidad 3,71 g/cm³. Es soluble en agua.

## Aplicaciones
El wolframato de litio se utiliza para la preparación de cerámicas con bajas temperaturas de sinterización y como catalizador para reacciones de acoplamiento oxidativo.